# Делибашич, Андрия
А́ндрия Делиба́шич (черног. Andrija Delibašić / Андрија Делибашић; 24 апреля 1981[…], Никшич, Югославия — 19 марта 2025, Подгорица) — черногорский футболист, нападающий.

## Карьера

### Клубная
Делибашич обучался футболу в школе ФК «Партизан». Сыграл там три с половиной сезона и перешёл в январе 2004 года в команду «Мальорка», но не закрепился в её составе. До 2008 года он отправлялся в аренду в разные клубы: португальские клубы «Брага», «Бенфика», «Бейра-Мар», испанский «Реал Сосьедад» и греческий АЕК. В 2008 году перешёл в «Эркулес», с 2010 года выступал за «Райо Вальекано».

### В сборной
Выступал за молодёжную сборную Сербии и Черногории, которая в 2004 году выступала на Олимпиаде в Афинах, попав туда благодаря серебряным медалям чемпионата Европы.
После распада союза Сербии и Черногории Делибашич решил выступать за новосозданную сборную Черногории, однако в первом матче команды 24 марта 2007 года он не сыграл, так как не попал даже в список вызванных игроков. Он не смог связаться с представителями Черногорского футбольного союза до матча и запросить о праве выступать за сборную. Делибашич пригрозил игнорировать все последующие вызовы в сборную, если его не пригласят на следующий тренировочный сбор.
10 октября 2009 года Делибашич дебютировал в сборной в матче против Грузии. Дебют оказался очень удачным: Делибашич, вышедший на замену на 71-й минуте, забил через 7 минут после выхода свой первый гол, а Черногория выиграла матч со счётом 2:1 именно благодаря голу Андрии. 7 октября 2011 года в матче против Англии Делибашич стал героем: выйдя на 80-й минуте на поле, на первой добавленной минуте второго тайма забил гол в ворота англичан и принёс черногорцам сенсационную ничью, позволившую им выйти в стыковые матчи отбора на Евро-2012.

## Личная жизнь
Был женат на девушке по имени Милица. В 2023 году у него диагностировали опухоль мозга. Скончался 19 марта 2025 года от рака мозга.